# Diphyus plagatorius
Diphyus plagatorius är en stekelart som först beskrevs av Per Abraham Roman 1936.  Diphyus plagatorius ingår i släktet Diphyus och familjen brokparasitsteklar. Inga underarter finns listade i Catalogue of Life.